# Cyttaria berteroi
Cyttaria berteroi är en svampart som beskrevs av Berk. 1842. Cyttaria berteroi ingår i släktet Cyttaria och familjen Cyttariaceae.   Inga underarter finns listade i Catalogue of Life.